# António Leal Moreira
António Leal Moreira (Abrantes, 30 giugno 1758 – Lisbona, 26 novembre 1819) è stato un compositore portoghese.

## Biografia
Il 30 giugno 1766 entrò al Seminário da Patriarcal di Lisbona, dove fu allievo di João de Sousa Carvalho. Nel 1775 divenne assistente del suo insegnante e organista e nel 1787 mestre de capela (maestro di cappella). Il 19 maggio 1777 venne eseguito il suo primo lavoro sacro, la Missa do Espírito Santo, la quale venne cantata durante l'acclamazione della regina Maria I del Portogallo e l'8 agosto dello stesso anno fu ammesso come membro nell'unione dei musicisti di Lisbona, la Irmandade de Santa Cecilia. La maggior parte dei della sua musica sacra fu composta per la cappella reale e a partire dal 1782 iniziò a scrivere anche serenate, le quali furono rappresentate presso il palazzo di Queluz e quello di Ajuda. Nel 1790 divenne direttore musicale del Teatro de Rua dos Condes, dove vennero riprese le rappresentazioni di opere italiane dopo 15 anni d'intervallo. Tre anni dopo diede al palazzo del finanziere Anselmo José da Cruz Sobral a Lisbona il dramma Il natale augusto: tra i vari cantanti che parteciparono alla messa in scena si ricorda il mezzosoprano portoghese Luísa Todi. Sempre nel 1793 Moreira divenne il primo direttore musicale del nuovo Teatro Nacional de São Carlos, dove rappresentò anche proprie opere e farse con testo in portoghese, tra le quali A vingança da cigana (1794). 
Nel 1799 lasciò la direzione del San Carlos al cognato Marcos António Portugal e a Francesco Federici. L'anno successivo contribuì alla produzione del pasticcio Il disertore francese, il quale andò in scena al Teatro Carignano di Torino e al Teatro alla Scala di Milano. In seguito sino alla morte quasi esclusivamente alla composizione di musica chiesastica.

## Considerazioni sull'artista
Moreira in vita fu particolarmente lodato per la puntualità, la correttezza e l'interesse con i quali assolse i propri doveri d'insegnante per 44 anni al Patriarcal. Nonostante i suoi lavori sia teatrali che sacri risentono fortemente l'influsso dello stile di Giovanni Paisiello e Domenico Cimarosa, egli seppe produrre degli ottimi lavori competenti sia dal punto di vista costruttivo che da quello tecnico. Dopo António Teixeira fu il primo a comporre lavori operistici impiegando il testo in portoghese, sebbene la maggioranza delle sue opere siano in italiano.

## Composizioni

### Opere
- Bireno ed Olimpia (serenata, libretto di Gaetano Martinelli, 1782, Lisbona)
- Siface e Sofonisba (dramma per musica da cantarsi, libretto di Gaetano Martinelli, 1783, Lisbona)
- L'imenei di Delfo (drama lírico alegórico, libretto di Gaetano Martinelli, 1785, Lisbona)
- Ascanio in Alba (dramma per musica da cantarsi, libretto di Claudio Nicola Stampa, 1785, Lisbona)
- Artemisia, regina di Caria (dramma per musica da cantarsi, libretto di Gaetano Martinelli, 1787, Lisbona)
- Gli eroi spartani (dramma per musica, libretto di Gaetano Martinelli, 1787, Lisbona)
- Gli affetti del genio lusitano (dramma per musica da cantarsi, libretto di Gaetano Martinelli, 1789, Lisbona)
- Il puro omaggio (dramma per musica, libretto di Gaetano Martinelli, 1791, Lisbona)
- Il natale augusto (dramma per musica, libretto di Gaetano Martinelli, 1793, Lisbona)
- A saloia enamorada, ou O ramédio é casar (farsa, libretto di D. Caldas Barbosa, 1793, Lisbona)
- A vingança da cigana (drama joco-sério, libretto di D. Caldas Barbosa, 1793, Lisbona)
- L'eroina lusitana (dramma per musica, libretto di Gaetano Martinelli, 1795, Lisbona)
- Musiche ne Il disertore francese (opera buffa, 1800, Torino)
- Arie ne Il serraglio d'Osmano di Giuseppe Gazzaniga

### Altri lavori
- Ester (oratorio, libretto di Gaetano Martinelli, 1786, Lisbona)
- 5 villancicos (1779)
- 4 messe
- 2 Magnificat
- 11 responsori
- Vari salmi
- Altri lavori sacri minori
- Moda de Zambumba per 3 voci e pianoforte
- Sinfonia in re magg. per 2 orchestre (1793)
- Sinfonia in si magg. (1803)
- Sinfonia in re magg. (1805)
- Sinfonia per 6 organi